# Александар Ламброс
Александар Радосављевић (Крагујевац, 23. јул 1972 — 30. јула 2024), познатији под псеудонимом Александар Ламброс, био је српски  књижевник, историчар уметности, преводилац и публициста.

## Биографија
Годинама је објављивао блог на сајту Б92, али је касније због својих политичких ставова цензурисан и забрањен. Писао је колумне за Југмедиа сајт. Његове чланке често су објављивали  и десничарски сајтови попут сајта Србин.инфо, што је реткост с обзиром да је припадник ЛГБТ+ популације.
Његово најважније дело је књига о атеизму и контроверзама цркви на Балкану Бог се никад не смеје у издању издавачке куће Нова поетика. Књига садржи илустрације уметника Александра Тодоровића и предговор инжењера Марка Екмеџића.
Превео је неколико књига са енглеског језика за Лагуну, укључујући роман Последња кашмирска ружа Барбаре Клеверли.
Живео је и радио на релацији Ница—Монако. Дванаест година је био у браку са сицилијанцем Орнијем Кумбијем, од ког се развео 2023.
Сахрањен је на гробљу Бозман у Крагујевцу, 9. августа 2024.

## Дела
- Икона мадона сопственим речима (2005) књига о Мадони
- Фабрика илузија (Лого, 2008) публицистика
- Даме и господо Роби Вилијамс (Лого, 2008) биографија британског певача
- М (Нова поетика, 2015) књига о Мадони
- Бог се никад не смеје- записи о атеистичком аутовању (Нова поетика, 2015)[6]
- Ворхолов код и друге мистерије попа (Нова поетика, 2015) - приповетке[7]